# Пир (диалог)
Вижте пояснителната страница за други значения на Пир.
Пирът или Пир (на старогръцки: Συμπόσιον) е диалог на Платон от т.нар. „зрели диалози“.

## Време на написване
Както и за други диалози на Платон, и за този е трудно да се посочи точна година. Изследователите предполагат, че диалогът е написан не много след 385 г. пр. Хр.

## Участници
В диалога участват на две нива: във Въведението героите са Аполодор, скорошен ученик на Сократ, и някакъв негов познат; в същинската част – разговорът диалог на пира у Агатон участват:
- Агатон, който е домакин: около 30-годишен по времето на действието в диалога, атински драматург, отличително за неговото творчество било, че не използва образи от митологията, а от реалния живот – Аристотел го хвали за това в своята „Поетика“; драмите му били обаче прекалено дълги.
- Сократ, Федър – вероятно реална личност, немного добър и умел ученик на Сократ; Павзаний – за него не се знае почти нищо;
- Ериксимах – вероятно реална личност, атински лекар;
- Аристофан – това е прочутият комедиограф; всички те са поканени гости
- Аристодем – Сократов ученик и Алкивиад – прочут атински политически мъж, военачалник, амбициозен и авантюристичен, неканени гости, първият, доведен от Сократ, вторият нахълтва пиян към края на вечерта
- Диотима – измислена личност, която участва като герой в речта на Сократ

## Място на действието
Действието в този диалог на Платон се развива на няколко места и в няколко времена, което повишава степента на литературност на произведението. Обичаната фигура, от Платон, да има разговор, в който да се разказва за друг разговор, който да отвежда до трети, в този диалог е изпълнена изцяло. На принципа на влизащите една в друга истории, в Пир отначало попадаме на пътя между град Атина и един от нейните деми (квартали) Фалерон. След това разказът-разговор ни отвежда до улиците на град Атина и дома на Агатон. Речта на Сократ вътре в дома на Агатон ни отвежда до място, което не е посочено, където той разговаря с жрицата Диотима, родом от град Мантинея. Диалогът завършва там, където е запонал, в разговора между двамата спътници от Фалерон към Атина, като в този завършек на външната рамка се затваря и рамката на вътрешния разказ за пира у Агатон.
Пирът има някои от характерните особености за диалозите на Платон. Стряскащото за съвременния читател представяне на любовта като отношения между по-стар и по-млад мъж, вплитането на множество разговори разкази един в друг, изразяването на идея и мнение на автора чрез „подставени“ лица – Сократ и Диотима. Както и в другите произведения на Платон, в които участва Сократ и тук е трудно да отделим двамата философи един от друг. Задълбочените изследователи и познавачи на материята успяват да различат различните гласове на Платон и Сократ, ползвайки достигналите до нас диалози на друг ученик на Сократ – Ксенофонт, по същите теми. Подобно на Платон и Ксенофонт използва авторитета и гласа на учителя си, за да изрази както свои така и негови идеи.

## Проблематика и тема
Най-общо диалогът проблематизира същността на любовта и любовното чувство. Пир заедно с Федър са двата най-важни диалога на Платон по темата за любовта.

## Структура и съдържание на диалога
Пир има две отчетливи части, една първа с пет речи на различни участници в събирането, и една втора, в която говори Сократ. Като художествено средство Платон ползва въведението, интермедията и епилога, както и различни пластични пасажи между подчастите, за да се свържат те в по-цели комплекси.

### Въведение
Аполодор започва с отговор на въпрос, който липсва. Смята, че е добре подготвен да отговори. Обяснява защо. Когато веднъж отивал от Фалерон към града (Атина), негов познат го заговорил. Попитал го за събиране, което станало у Агатон и на което се говорило за любовта. Аполодор разяснява, че това събиране е станало отдавна, че сам той не е бил свидетел. Знанието му за това събиране идва от Аполодор, същият, който е разказал и на приятеля на спътника му. Става въпрос за вечеря у Агатон, по повод спечелената от него първа награда на трагическо състезание. Започва разказът на Аристодем.
Аристодем срещнал Сократ необичайно чист и спретнат. Сократ отивал на пир у Агатон, поискал да вземе и Аристодем със себе си. Аристодем се съпротивлявал, защото е неканен, но накрая склонява. Пред Агатонови Аристодем се озовава сам, Сократ е изостанал. Пирът започва без Сократ, той идва в края на вечерята (старогръцкият пир се състои от няколко части – вечеря с храна, възлияние на боговете, разговор или забавление с музика и поезия, докато се пие виното). Павзаний и Аристофан, гости на пира, предлагат да не се запиват, а да поговорят. Ериксимах отпраща, дошлата флейтистка и предлага темата за разговора да бъде нещо, което Федър, друг гост, му споделил преди няколко дни – неправдата спрямо Ерос, най-великият бог, за когото няма възхвали. С това свръшва въведението и предстоят речи на присъстващите по определен ред. Старогръцкият пир се провежда освен в определен ред и при строга подредба на местата на гости и домакин. Лежат по двама или трима на легло, леглата са в разположени под формата на буквата П. Речите започват от най-левия лежащ.

### Първа част. Реч на Федър
Според Федър, Ерос е от най-старите богове. В доказателство, говорещият дава примери от Хезиод – Ерос бил сътворен заедно с Гея от изначалния Хаос, Парменид – най-пръв от всички богове бил създаден Ерос и Акузилай, който се съгласява с Хезиод. Като най-древен, Ерос е причина и за най-много блага за хората. Ерос поражда любовта, а тя поставя хората в положение и състояние да бъдат по-добри. Заради любимото същество, за да му се харесва, влюбеният се стреми да бъде все по-добър. Той е смел, честен и достоен. А от своя страна обектът на любов, от срам да не се покаже недостоен, внимава и се стреми също да бъде по-добър. Като едно от най-силните и достойни за възхищение проявления на любовта, Федър посочва желанието и готовността на влюбения да умре за своя обичан. Примерите в текста са от гръцката митология – Алкеситда, която искала да умре заради мъжа си и Ахил, който искал да умре заради Патрокъл. Според Федър вторият случай е особено ценен и от боговете, защото Ахил е обект на любовта на Патрокъл, но въпеки това, обичта му е по-силна от тази на влюбения и той се жертва заради неговата памет.
| „ | Боговете повече ценят, възхищават се и възнаграждават, когато любимият обича по-силно влюбения, отколкото когато влюбеният обича предмета на своята любов – понеже влюбеният е нещо по-божествено от любимия, тъй като е боговдъхновен. | “ |

С това свършва речта на Федър, след него говорят други, но разказващият не си спомня за тях. Помни следващата реч.

#### Реч на Павзаний
Павзаний започва своята реч с това, че предметът на разговора не е посочен добре. Ерос не е един и трябва да се определи точно кой от еросите хвалят. В митологията има две богини на любовта, две Афродити. Едната е тази, която се ражда от пяната на вълните, породени от хвърления в морето член на Уран, заедно с родените от кръвта му богини на отмъщението Еринии. Другата е дъщеря на Зевс и Диона (тук Платон използва два епитета на Афродита, от които изгражда свое тълкувание, различно от приетото – едната Афродита е Небесна, за Платон – възвишена, а другата Всенародна, която нарича простолюдна и телесна). С двете Афродити се свързват и два Ероса. Хората, обзети от простолюдния Ерос, обичат тялото повече от душата. Тези хора са обзети от по-младата богиня, която има и мъжко и женско начало в раждането си и поради това е по-несъвършена. Небесната Афродита пък има само мъжко начало, поради това се свързва с обичта към знанието и добродетелта, тя е тази, в която се проявява разумът. Простолюдната Афродита винаги е заплашена от неясен резултат, защото това, което се получава еднакво може да бъде красиво или грозно. Защото залага само на обичта към материалното, към тялото. Докат другата, небесната, винаги е добра и красива, защото започва като желание от страна на по-възрастен, по-мъдър и по-разумен, да сподели и научи по-млад. А от страна на по-младия е желание за развиване и научаване. Така че телесното в нея е само път към развиването на духовното в красиво.
| „ | Ако единият е способен да му помогне да придобие разумност и останалите добродетели, а другият се стреми да получи възпитание и знание във всичко останало. | “ |

Небесният Ерос е ценен за държавата, понеже изисква грижа към добродетелта. След тази реч на Павзаний дошъл реда на Аристофан, но той хълцал и затова помолил стоящия след него лекар – Ериксимах, както да го изпревари със словото си, така и да му помогне с хълцането.

#### Реч на Ериксимах
Речта на Ериксимах започва оттам, че Небесният Ерос не се отнася само до любовта между хората, когато те искат да си влияят духовно, но и до всички човешки дейности и знания. Като лекар Ериксимах посочва, че здравето и болестта са две противоположни неща и Еросът е този, който учи добрия медик как да вкара в тялото едното и да пропъди евентуално другото. Еросът в тялото е хармонията между противоположните елементи. Съществуването в хармония е целта на всички неща, а оттам и на изкуствата и науките. В тялото съжителстват студено и топло, сухо и мокро, горчиво и сладко. Медицината е проявлението, чрез което Ерос въздейства на балансирането на противоположностите в тялото. В музиката Ерос е съчетанието между високите и ниските тонове, между движението на лъка в една посока, а на струните в друга. В годишните сезони Ерос се проявява или като плодороден, когато е възвишен или като бедствен, когато е простолюден. В заключение Ериксимах посочва, че Ерос е този, който свързва хората и боговете в приятелства, които инак изглеждат невъзможни.

#### Реч на Аристофан
Аристофан благодари на Ериксимах, че му е помогнал с хълцането, като го е посъветвал да киха и така се е оправил. С тази шега двамата си резменят няколко реплики и Аристофан започва своето изложение. За цел той си поставя не да говори като предходните, но като изясни каква сила има Ерос и защо е най-велик от боговете. В много стари времена човешките родове били три, а не два, както са сега. Имало мъже, имало жени, но имало и мъжожени (андрогини – от анер (андрос) – мъж и гюне (гюнайкос) – жена). Всеки един от тези родове представлявал сдвоено същество двама мъже, две жени, мъж и жена. Мъжете произхождали от Слънцето, жените от Земята, а мъжожените от Луната, защото тя има отношение и със Слънцето, и със Земята. Тези същества разгневили боговете, защото били много амбициозни и опитали да оспорят властта им. За наказание Зевс ги разсякъл на две половини. Така се получили двата рода, които имаме и днес, но те копнеели толкова силно за липсващата си половинка, че само търсели да се съберат и след това, вкопчени умирали от глад и жажада. 
| „ | От това далечно време е внедрена у хората любовта един към друг. | “ |

 Причина за това било, че половите им органи били от външната страна и след като се събирали в едно се размножавали като оставяли семето си в земята, т.е. събирането на двете половини ставало гръб в гръб. Зевс преместил половите органи отпред, и така когато се срещали се задоволявали и се разделяли. Това е начинът, по който Платон обяснява сексуалността при човек. И така на пира, според Аристофан трябва да се прославя богът Ерос, който е в основата на това събиране на двете половини.

#### Интермедия
В интермедията Ериксимах харесва речта на Аристофан и отбелязва, че ако останалите двама оратори не са Сократ и Агатон, истински би се притеснил дали ще има какво да кажат, защото дотук е казано много и точно за Ерос. Сократ влиза в спор с Агатон по незначителен въпрос, когато Федър се намесва и настоява произнасянето на речи за Ерос да продължи, докато Агатон и Сократ не дадат своя дял, а след това ако искат да спорят. И така започва да говори Агатон.

#### Реч на Агатон
Агатон изтъква в началото, че дотогава се е говорило за даровете, които ползваме от Ерос, но не и за същността му. Затова и той ще започне своята реч-възхвала, описвайки бога. Агатон не се съгласява, че Ерос е най-стар между боговете. Напротив, според него, Ерос е най-младият и винаги е млад, защото е красив, а красотата е младост. Ако Ерос е бил в началото нямало е да се случи всичкото насилие, с което започва Митологията. Насилието е породено от необходимост, а Ерос поражда мир и разбирателство. Освен че е най-млад, Ерос е и най-нежен, според Агатон, защото живее в най-деликатната част от човешкото същество – душата му. Ако попадне на душа с твърд нрав си отива, ако ли нравът е лек се заселва. Кожата му е хубава, защото живее сред цветя. Той е добродетелен, защото не вреди и не носи неправда. Насилието не докосва любовта. Той е справедлив и благоразумен. По-храбър е от Арес, защото не Арес го владее, а Ерос него. Опитен поет е, защото може да превърне всекиго в поет. Агатон разширява онова, което Ериксимах казва за науките и уменията, породени от Ерос и споделя, че Аполон изнамира умението да се стреля с лък от любов, Музите изкуствата, Хефест ковачеството, Атина тъкачеството. Самият Зевс е подтикнат от любов, за да управлява хората и боговете.
| „ | Той ни освобождава от отчуждаването и ни внушава близост, подтиквайки ни да устройваме всички събрания… | “ |

Всички шумно възхваляват младия Агатон за прекрасната му реч.

#### Отношение на Сократ към речите
Сократ споделя, че страхът му се е сбъднал и след всички тези речи няма да може да удържи на обещанието си и да произнесе похвална реч за Ерос. Предишните оратори са възхвалили бога и делата му, описвайки тяхната красота. Затова на Сократ не му остава друго, освен да говори различно, по негов начин, но се страхува да не би да развали вечерта така. Всички го подкрепят да продължи.

### Втора част. Схващанията на Сократ
Преди Сократ да развие схващанията си за Ерос, той се захваща за последната реч, тази на Агатон, и с характерното си майевтично изкуство (умение да се акушира раждане на истина чрез задаване на въпроси, чиито отговори водят към нови въпроси и диалектически достигане до положения, които не могат да бъдат отречени) извежда няколко основни положения: Ерос е любов към нещо; Ерос не притежава това нещо; Ерос е необходимостта да се притежава, което липсва. И защото Ерос се нуждае от красота, пита Сократ, означава ли, че е грозен. Тук Агатон се обърква и признава, че не разбира и дума от това, което преди това е говорил. Безпомощният Агатон отговаря на един последен въпрос на Сократ в тази част, а именно – съгласява се, че добрите неща са и красиви.

#### Сократ обяснява идеите си косвено, чрез Диотима
Сократ започва своята реч, съгласявайки се, че първо трябва да се опише какво е този бог Ерос, а после да се разгледат делата му. И ако се стъпи на последното, което той е получил като отговор от Агатон – Ерос би следвало да е липса на красота и добро т.е. да е грозен и лош. Сократ представя схващанията си за любовта като си спомня за свой разговор с жрицата Диотима от Мантинея. Когато ѝ казва, че излиза, че Ерос е грозен и лош, Диотима се възмущава искрено. Според нея не е задължително нещо, което не е красиво да бъде грозно. Между знанието и незнанието съществува нещо друго – умението да се разсъждава правилно. И така Ерос не е нито красив, нито грозен, а нещо между тези две. Оттам излиза, че Ерос не е нито смъртен, нито безсмъртен. Той не е бог а демон. Демоните са онези сили, които:
| „ | Обясняват и предават на боговете това, което идва от хората, а на хората – това, което идва от боговете. | “ |

Демоните и по-специално Ерос, запълва празнотите във Вселената, така че тя да може да осъществи вътрешната си връзка. По-нататък Диотима разяснява произхода на Ерос така: на празненство по случай раждането на Афродита имало пир на боговете, там Способът се напил и заспал, а Бедността се възползвала и заченала от него. Затова Ерос има черти и от майка си, и от баща си, а като цяло е спътник на Афродита. Ерос винаги е беден, той е сух, бос и бездомен, нуждата не се разделя от него. Но в същото време е коварен и мъжествен, страшен ловец, майстор на кроежи и измами, жаден за разум. Нито е смъртен, нито безсмъртен, цъфти и живее, докато не намери това, което търси, после умира. Но като го постигне много скоро го изгубва и пак почва да го търси – затова не е нито беден, нито богат. Ерос е любов към красивото. Той не е който е обичан, а който обича. Предметът на любовта е красив, нежен, съвършен, достоен, докато това, което обича е тъкмо обратното. До какво води Ерос човек? До това да постигне добри и красиви неща, за да бъде щастлив. Това не подлежи вече на последващо питане и обясняване. Но тогава защо се твърди, че едни обичат, а други не, пита Сократ. Защото, отговаря Диотима:
| „ | Ние просто взимаме една форма на любовта и я наричаме любов, като ѝ даваме названието на цялото, а другите ѝ форми назоваваме с други названия. | “ |

Любовта е желание да притежаваме доброто вечно. И това може да стане като се ражда красота в телесно и духовно отношение. Всички хора раждат, по един или друг начин, телесно или духовно. Това се случва, защото смъртната природа се стреми да стане безсмъртна. Единствено може да постигне това чрез раждането. Така на мястото на старото същество винаги остава ново. И затова за всяко същество най-скъпо му е собственото потомство. Но има и друго, най-смелите и осъзнати хора не се жертват само заради обекта на любовта си, а заради спомена, който тяхното действие ще създаде и така името им ще оживее завинаги – примерът е с Ахил и Алкестида, както и по-рано в текста. Диотима изгражда стълбица на ражданията, т.е. на реализациите на любовта и Ерос – най-долу стои създаването на деца, това е раждането в телесно, на второ място застава оплождането в душата или духовното творчество и накрая най-горе се намира уреждането на държавата като висша форма на проявление на красивото и доброто, на любовта. Диотима доказва на Сократ, че красотата в едно тяло е родствена на красотата в друго тяло. Така не си струва да се преследва телесното, защото то е еднакво навсякъде, а по-ценно е да се търси красивото в душата, защото тъкмо тоя човек, който го има е достоен да бъде обичан, а не красивият само с тяло. Когато човек постигне това щастие да бъде с красотата в душата на другия, той може да стане толкова възвишен, че да види съществуването на едно-единствено знание. То съществува вечно, нито загива, нито се ражда, не е красиво, нито е грозно. И тъкмо поради стремежа към това знание, всеки човек трябва да почита Ерос, завършва Диотима.

### Трета част. Алкивиад възхвалява и обрисува Сократ
След тази реч на Сократ, цялата компания го поздравява. От вън се чува шум и глъчка, нахълтва пияният Алкивиад. Поводът да дойде е, за да увенчае Агатон с венец за победата му. Алкивиад отначало не вижда Сократ и сяда до Агатон. Когато вижда Сократ е вече късно да смени мястото си. Започва заядлив разговор. Сократ и Алкивиад изпиват по една голяма купа вино. Решават да говори първо Алкивиад, за каквото иска, а после Сократ. Алкивиад иска да произнесе похвално слово за Сократ.

Сократ, казва Алкивиад е грозен като силен или сатир, отвън, но от вътре е красив като изображение на бог. Не е флейтист, но гласа му е по-обаятелен от музикален инструмент. У тези, които го обичат предизвиква непрекъснато усещане за срам и внимаване в постъпките. Почитателите му хем искат да е мъртъв, за да не се съобразяват с него, хем не знаят как ще живеят без него. Веднъж Алкивиад решил да примами Сократ, опитал всякак, но не успял. Сократ го бил омаял обаче с речите си завинаги. Алкивиад поискал да получи красотата, която е неизразима и е у Сократ. Но Сократ и тук отблъснал внимателно и без да обиди почитателя си – казал му, че замяната на вътрешна за външна красота е като да смениш бронз за злато, но уви, той, Сократ, никак не е убеден, че е златен. По-нататък Алкивиад хвали Сократ като издръжлив, издържащ на пиене, смел в битки. Упреква го обаче, че преструвайки се на поклонник се поставя в положение на любимец, а не на любещ. В края на речта на Алкивиад започва пререкание как да седят един до друг тримата – Агатон, Сократ и Алкивиад. Тъкмо се постига яснота и в къщата нахлува пияна групичка:
| „ | Вдигна се ужасна врява и бяхме принудени вече без всякакъв ред да пием страшно много. | “ |

### Епилог. Аполодор завършва разказа на Аристодем
Разказът на Аристодем завършва така: някои били заспали, други си тръгнали. той ту спял, ту се будел. В стаята били Агатон, Аристофан и Сократ, който им говорел нещо за трагическите поети, което те трудно разбирали и задрямвали. Когато всички заспали, Сократ станал и си тръгнал, а Аристодем го последвал.

## Диалогът Пир и литературната традиция
По времето на Ренесанса се възражда не само интересът към изкуството на Гърция и Рим, но и към философията на това старо време. Особено модерен става Платон. Италианският хуманист Марсилио Фичино пише произведение, което се казва „За любовта“ и представлява коментар върху Платоновия „Пир“. В това произведение се коментират една по една всички речи от Пир. Но от една по-различна гледна точка – християнската.

## Външни перепратки
- ((ru)) Руски и гръцки тексти диалогу „Пир“ Платону